# Le Pleureur
Le Pleureur – szczyt w Alpach Pennińskich, w masywie Pleureur. Leży w południowej Szwajcarii w kantonie Valais, blisko granicy z Włochami. Szczyt można zdobyć ze schroniska Bivouac des Pantalons Blancs (2380 m). Szczyt przykrywają lodowce Pleureur i La Sâle.